# Бентон (Арканзас)
Бентон (англ. Benton) — місто (англ. city) в США, в окрузі Салін штату Арканзас, передмістя Літл-Рок. Населення — 35 014 особи (2020).

## Географія
Бентон розташований на висоті 124 метра над рівнем моря за координатами 34°34′39″ пн. ш. 92°34′21″ зх. д. / 34.57750° пн. ш. 92.57250° зх. д. (34.577424, -92.572583).  За даними Бюро перепису населення США в 2010 році місто мало площу 58,94 км², з яких 57,61 км² — суходіл та 1,33 км² — водойми.

## Історія
Вперше в місті оселилися 1833 року, місто так назване на честь сенатора штату Міссурі Томаса Харта Бентона.

## Демографія
Згідно з переписом 2010 року, у місті мешкала 30 681 особа в 11 834 домогосподарствах у складі 8433 родин. Густота населення становила 521 особа/км².  Було 12902 помешкання (219/км²). 
Расовий склад населення:
| - 88,8 % — білих - 6,0 % — чорних або афроамериканців - 0,9 % — азіатів - 0,5 % — корінних американців - 2,2 % — осіб інших рас |

До двох чи більше рас належало 1,5 %. Іспаномовні складали 4,5 % від усіх жителів.
За віковим діапазоном населення розподілялося таким чином: 26,8 % — особи молодші 18 років, 60,5 % — особи у віці 18—64 років, 12,7 % — особи у віці 65 років та старші. Медіана віку мешканця становила 35,0 року. На 100 осіб жіночої статі у місті припадало 94,0 чоловіків;  на 100 жінок у віці від 18 років та старших — 89,9 чоловіків також старших 18 років.
Середній дохід на одне домашнє господарство  становив 68 019 доларів США (медіана — 51 778), а середній дохід на одну сім'ю — 78 477 доларів (медіана — 66 241). Медіана доходів становила 41 357 доларів для чоловіків та 41 235 доларів для жінок. За межею бідності перебувало 11,4 % осіб, у тому числі 12,3 % дітей у віці до 18 років та 6,9 % осіб у віці 65 років та старших.
Цивільне працевлаштоване населення становило 15 396 осіб. Основні галузі зайнятості: освіта, охорона здоров'я та соціальна допомога — 25,0 %, роздрібна торгівля — 13,4 %, мистецтво, розваги та відпочинок — 10,6 %.
За даними перепису населення 2000 року в місті проживало 21 906 осіб, 6186 сімей, налічувалося 8713 домашніх господарств і 9315 житлових будинків. Середня густота населення становила близько 458,3 осіб на один квадратний кілометр. Расовий склад за даними перепису розподілився таким чином: 92,81% білих, 4,46% — чорних або афроамериканців, 0,39% — корінних американців, 0,56% — азіатів, 0,05% — вихідців з тихоокеанських островів, 1,19% — представників змішаних рас, 0,75% — інших народностей. Іспаномовні склали 1,9% від усіх жителів міста.
З 8713 домашніх господарств в 33,5% — виховували дітей віком до 18 років, 55,9% представляли собою подружні пари, які спільно проживають, в 11,8% сімей жінки проживали без чоловіків, 29% не мали сімей. 25,3% від загального числа сімей на момент перепису жили самостійно, при цьому 10,9% склали самотні літні люди у віці 65 років та старше. Середній розмір домашнього господарства склав 2,46 особи, а середній розмір родини — 2,95 особи.
Населення міста за віковим діапазоном за даними перепису 2000 року розподілилося таким чином: 25,3% — жителі молодше 18 років, 8,8% — між 18 і 24 роками, 29,8% — від 25 до 44 років, 21,5% — від 45 до 64 років і 14,7% — у віці 65 років та старше. Середній вік мешканця склав 36 років. На кожні 100 жінок в місті припадало 91,5 чоловіків, у віці від 18 років та старше — 88,1 чоловіків також старше 18 років.
Середній дохід на одне домашнє господарство в місті склав 41 503 долара США, а середній дохід на одну сім'ю — 51 064 долара. При цьому чоловіки мали середній дохід в 32 493 долара США на рік проти 22  386 доларів середньорічного доходу у жінок. Дохід на душу населення в місті склав 19 797 доларів на рік. 5,8% від усього числа сімей в окрузі і 8,6% від усієї чисельності населення перебувало на момент перепису населення за межею бідності, при цьому 9,9% з них були молодші 18 років і 11,5% — у віці 65 років та старше.

## Відомі уродженці та мешканці міста
- Уес Гарднер — бейсболіст
- Кліфф Лі — бейсболіст
- Юелл Росс Маккрайт — військовополонений Другої світової війни
- Джо Перселл — губернатор Арканзасу, колишній лейтенант-губернатор та генеральний прокурор, адвокат в Бентоні.
- Чарлі Рич — співак кантрі, володар премії Греммі
- Вілліс Рікетса — кандидат в губернатори Арканзасу 1962 року